# Jakob Weidemann

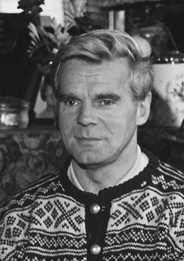
Jakob Weidemann

Jakob Weidemann (* 14. Juni 1923 in Steinkjer; † 19. Dezember 2001 in Lillehammer) war ein norwegischer Künstler. Er gilt als einer der bedeutendsten norwegischen Künstler der Nachkriegsmoderne. Weidemanns Werk Storfuglen letter (1959) wurde von der Tageszeitung Morgenbladet zu einem der zwölf wichtigsten norwegischen Kunstwerke gewählt.

## Leben
Weidemann wurde in Steinkjer in Nord-Trøndelag, Norwegen, als Sohn von Osvald Weidemann (1902–1965) und Therese Margrethe Opdahl (1905–1990) geboren. Er wurde außerehelich geboren und verbrachte die ersten Jahre seiner Kindheit bei den Eltern seiner Mutter in Steinkjer. Seine Mutter war seit 1930 mit Einar Johansen (1907–1982) verheiratet, der später Kunsthändler war. Im Alter von elf Jahren zog Weidemann nach Oslo, um mit seiner Mutter und seinem Stiefvater zu leben. Er wurde bei Eivind Lundboe an der Kunstschule Bergen (Bergen Kunsthåndverkskole) ausgebildet (1939), erhielt eine Ausbildung bei dem Künstler Ole B. Eyde in Bergen (1940–41) und studierte an der Norwegischen Nationalen Akademie der Schönen Künste in Oslo bei Axel Revold und Søren Onsager (1941–42). 1952 erhielt er ein staatliches Reisestipendium und 1955 das Conrad-Mohr-Vermächtnis. Er unternahm Studienreisen nach Kopenhagen (1946), Paris (1949), Italien (1955) und in die Niederlande (1958).
Seine erste Einzelausstellung hatte er 1942 in der Kunsthandlung von Paus Knudsen. Während der Besetzung Norwegens durch das nationalsozialistische Deutschland schloss sich Weidemann dem norwegischen Widerstand an, wurde verhaftet, konnte aber 1944 nach Schweden fliehen. Dort wurde er Opfer eines Unfalls, bei dem eine Sprengladung explodierte und ihn erblinden ließ. Er erlangte sein Augenlicht wieder, aber nur auf dem linken Auge. Die Erfahrung der Erblindung mag für die spätere Ausrichtung seiner Kunst entscheidend gewesen sein – hin zu einer „Explosion“ von Farbe und Licht.
Jakob Weidemann war einer der Pioniere der abstrakten Malerei in Norwegen in den Jahrzehnten nach dem Zweiten Weltkrieg. Seine erste Ausstellung bei Blomqvists Kunsthandel in Oslo 1946 brachte ihm den Durchbruch. Weidemann gilt als einer der einflussreichsten Künstler der norwegischen Moderne der 1950er Jahre. Nachdem er in den 1940er und 1950er Jahren mit verschiedenen Stilen experimentiert hatte, entwickelte Weidemann was man als expressive, lyrisch-abstrakte Kunst bezeichnen kann.
Neben regelmäßigen Ausstellungen in Galerien, wie der Galerie Ariel (1963–1988) in Frankreich, wurden Jakob Weidemanns Werke auf einer Reihe bedeutender Ausstellungsfestivals und in Galerien gezeigt. Zu seinen Lebzeiten wurden seine Werke zweimal auf dem Bergen International Festival und 1967 auf der Biennale in Venedig gezeigt.
1954 heiratete er die Journalistin Anne Marie Frøisland (1921–2010). 1968 zog der Künstler mit seiner Frau auf den Hof Ringsveen in Lillehammer. 1999 gründeten Anne und Jakob Weidemann eine Stiftung (Stiftelsen Ringsveen), die jährliche Stipendien an junge Künstler vergibt. Weidemann schenkte der Stiftung, die den Hof verwaltet, auch seinen Besitz. Auf ausdrücklichen Wunsch von Weidemann ist der Hof heute ein Ort, an dem junge Künstler leben und arbeiten können.

## Werke (Auswahl)
- Selvportrett – 1942 (National Museum of Art, Oslo)
- Atelierinteriør – 1945 (Stenersen Museum, Oslo)
- Komposisjon – 1945 (National Museum of Art, Oslo)
- Storfuglen letter – 1959 (Henie-Onstad Art Center, Bærum)
- Klovner – 1963 (National Museum of Art, Oslo)
- Tornekronen – 1965 (National Museum of Art, Oslo)
- Veien til Jerusalem – 1965 (Henie-Onstad Art Center, Bærum)
- Tåke i Getsemane – 1965 (Henie-Onstad Art Center, Bærum)
- Inntrykk fra naturen – 1981–82 (National Museum of Art, Oslo)